# Wydział Lekarski Uniwersytetu Medycznego im. Piastów Śląskich we Wrocławiu
Wydział Lekarski Uniwersytetu Medycznego im. Piastów Śląskich we Wrocławiu – jednostka naukowo-dydaktyczna, która powstała w 1945 roku i będąca jednym z trzech wydziałów Uniwersytetu Medycznego im. Piastów Śląskich we Wrocławiu. Jego siedziba znajduje się przy ul. J. Mikulicza-Radeckiego 5 we Wrocławiu. 1 października 2019 roku w struktury Wydziału wróciło kształcenie stomatologów i podyplomowe, które do tej pory funkcjonowało w ramach osobnych wydziałów.

## Struktura

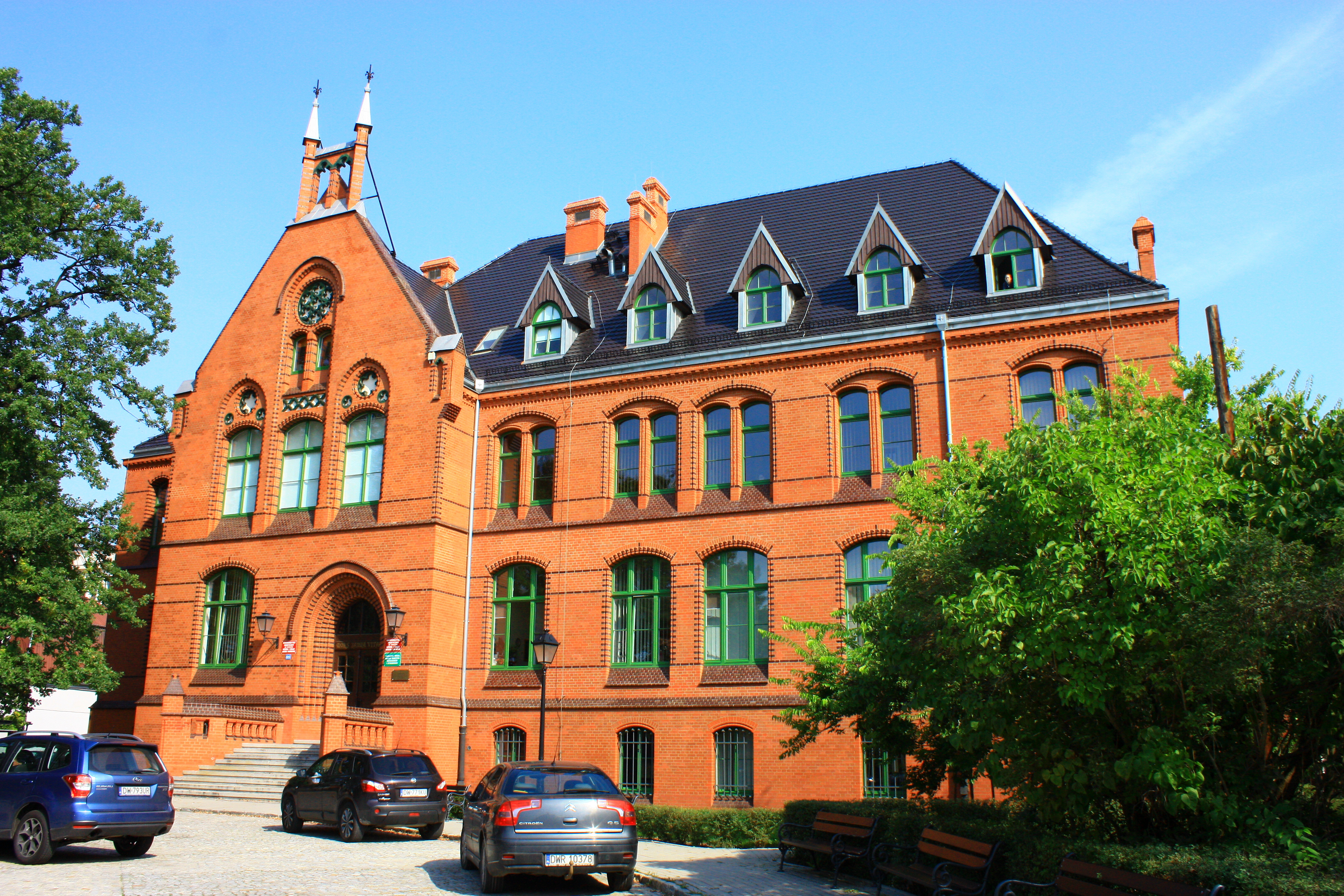
Katedra i Zakład Anatomii Prawidłowej oraz Katedra i Zakład Histologii i Embriologii

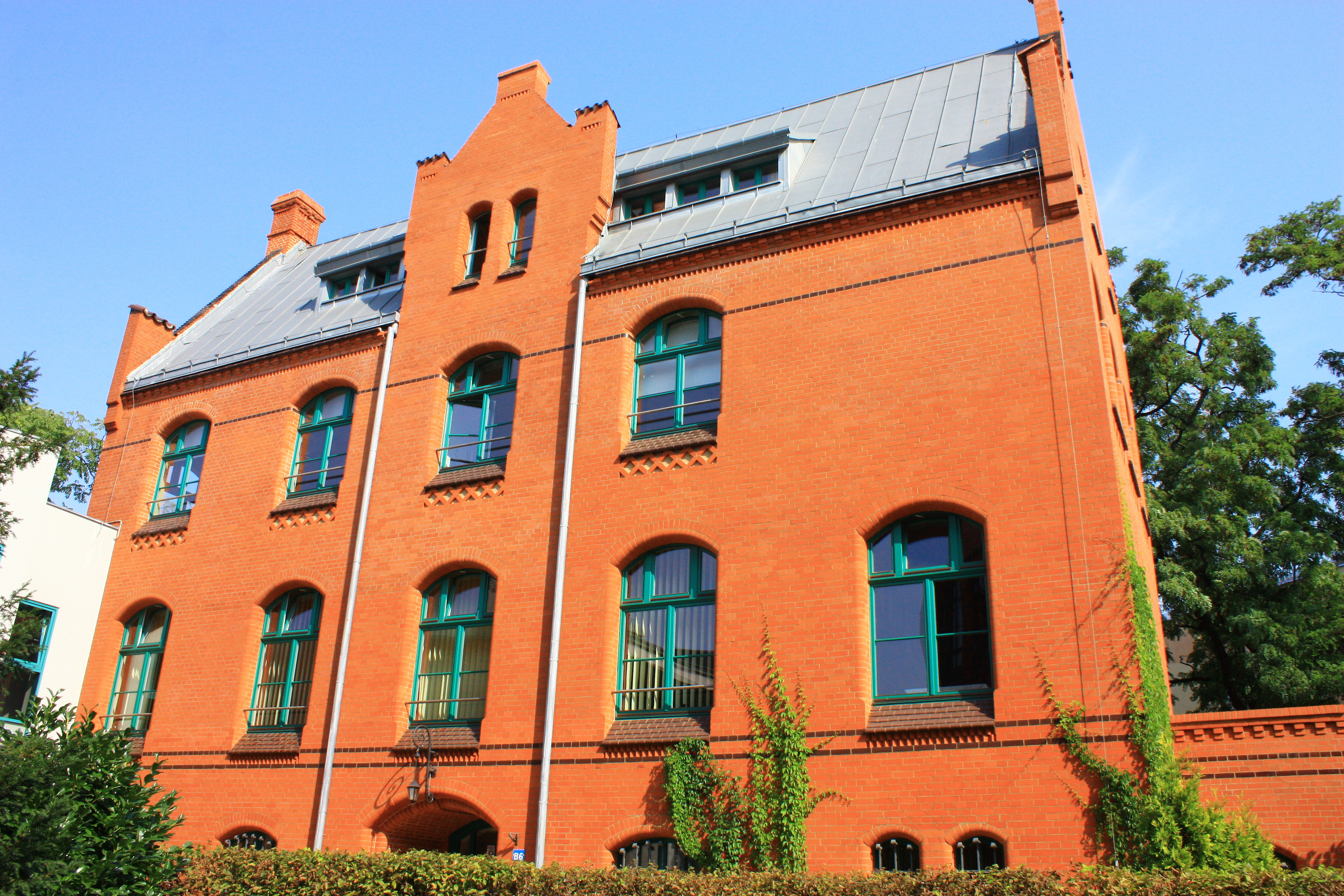
Zakład Medycyny Sądowej

- I Katedra i Klinika Chirurgii Ogólnej, Gastroenterologicznej i Endokrynologicznej
- I Katedra i Klinika Ginekologii i Położnictwa
- I Katedra i Klinika Pediatrii, Alergologii i Kardiologii
- II Katedra i Klinika Chirurgii Ogólnej i Chirurgii Onkologicznej
- II Katedra i Klinika Ginekologii i Położnictwa
- II Katedra i Klinika Pediatrii, Gastroenterologii i Żywienia
- III Katedra i Klinika Pediatrii, Immunologii i Reumatologii Wieku Rozwojowego
- Katedra Anestezjologii i Intensywnej Terapii
  - I Klinika Anestezjologii i Intensywnej Terapii
  - II Klinika Anestezjologii i Intensywnej Terapii
- Katedra Biofizyki
  - Samodzielna Pracownia Biofizyki Układu Nerwowego
  - Zakład Biofizyki
- Katedra i Klinika Chorób Wewnętrznych, Geriatrii i Alergologii
- Katedra i Klinika Chorób Wewnętrznych, Zawodowych i Nadciśnienia Tętniczego
- Katedra i Klinika Neonatologii
- Katedra i Klinika Reumatologii i Chorób Wewnętrznych
- Katedra i Zakład Anatomii Prawidłowej
- Katedra i Zakład Biochemii Lekarskiej
- Katedra i Zakład Biologii i Parazytologii Lekarskiej
- Katedra i Zakład Chemii i Immunochemii
- Katedra i Zakład Farmakologii
- Katedra i Zakład Fizjologii
- Katedra i Zakład Genetyki
- Katedra i Zakład Higieny
- Katedra i Zakład Histologii i Embriologii
- Katedra i Zakład Immunologii Klinicznej
- Katedra i Zakład Mikrobiologii
- Katedra Medycyny Ratunkowej
  - Klinika Medycyny Ratunkowej
  - Zakład Medycyny Ratunkowej i Katastrof
- Katedra Medycyny Sądowej
  - Zakład Medycyny Sądowej
  - Zakład Prawa Medycznego
  - Zakład Technik Molekularnych
- Katedra Patofizjologii
  - Zakład Elektrokardiologii i Prewencji Chorób Sercowo-Naczyniowych
  - Zakład Patofizjologii
- Katedra Patomorfologii
  - Zakład Patomorfologii
  - Zakład Patomorfologii i Cytologii Klinicznej
- Katedra Pedagogiki
  - Zakład Dydaktyki Szkoły Wyższej
- Zakład Humanistycznych Nauk Lekarskich[3]

- Katedra i Klinika Chirurgii Klatki Piersiowej
- Katedra Chirurgii Naczyniowej, Ogólnej i Transplantacyjnej
- Klinika Chirurgii Naczyniowej, Ogólnej i Transplantacyjnej
  - Zakład Chirurgii Endowaskularnej
- Katedra i Klinika Chirurgii i Urologii Dziecięcej
- Katedra i Klinika Chirurgii Serca
- Katedra Chirurgii Urazowej
- Klinika Chirurgii Urazowej i Chirurgii Ręki
- Katedra Neurochirurgii
  - Zakład Neurochirurgii Regeneracyjnej i Funkcjonalnej
  - Klinika Neurochirurgii
- Katedra Ortopedii i Traumatologii Narządu Ruchu
  - Klinika Ortopedii i Traumatologii Narządu Ruchu
  - Zakład Medycyny Regeneracyjnej i Odtwórczej w Ortopedii
- Katedra i Klinika Urologii i Onkologii Urologicznej
- Katedra i Klinika Pulmonologii i Nowotworów Płuc
- Katedra i Klinika Endokrynologii, Diabetologii i Leczenia Izotopami
- Katedra Gastroenterologii i Hepatologii
  - Klinika Gastroenterologii i Hepatologii
  - Zakład Dietetyki
- Katedra i Klinika Hematologii, Nowotworów Krwi i Transplantacji Szpiku
- Katedra i Klinika Kardiologii
- Katedra i Klinika Nefrologii i Medycyny Transplantacyjnej
- Katedra i Klinika Chorób Zakaźnych, Chorób Wątroby i Nabytych Niedoborów Odpornościowych
- Katedra i Klinika Pediatrii i Chorób Infekcyjnych
- Katedra i Klinika Transplantacji Szpiku, Onkologii i Hematologii Dziecięcej
- Katedra i Klinika Endokrynologii i Diabetologii Wieku Rozwojowego
- Katedra i Klinika Nefrologii Pediatrycznej
- Katedra Neurologii
  - Klinika Neurologii
  - Samodzielna Pracownia Neuroelektrofizjologii Klinicznej
- Katedra Psychiatrii
  - Klinika Psychiatrii
  - Zakład Psychoterapii i Chorób Psychosomatycznych
  - Zakład Psychiatrii Konsultacyjnej i Badań Neurobiologicznych
- Katedra i Klinika Okulistyki
- Katedra i Klinika Otolaryngologii, Chirurgii Głowy i Szyi
- Katedra i Klinika Dermatologii, Wenerologii i Alergologii
- Katedra Radiologii
  - Zakład Radiologii Ogólnej i Pediatrycznej
  - Zakład Radiologii Ogólnej, Zabiegowej i Neuroradiologii
- Katedra Onkologii
  - Klinika Onkologii Ginekologicznej
  - Zakład Chirurgii Onkologicznej
  - Zakład Leczenia Systemowego Nowotworów Litych
  - Klinika Radioterapii
- Katedra i Zakład Medycyny Rodzinnej
- Katedra i Zakład Medycyny Społecznej
- Katedra i Klinika Angiologii, Nadciśnienia Tętniczego i Diabetologii
- Katedra i Zakład Rehabilitacji[4]

- Katedra Stomatologii Zachowawczej i Dziecięcej
  - Zakład Stomatologii Zachowawczej i Dziecięcej
  - Samodzielna Pracownia Stomatologii Cyfrowej
- Katedra i Zakład Protetyki Stomatologicznej
- Katedra Ortopedii Szczękowej i Ortodoncji
  - Zakład Ortopedii Szczękowej i Ortodoncji
  - Zakład Wad Rozwojowych Twarzy
  - Samodzielna Pracownia Ortodoncji Dorosłych
- Katedra i Zakład Chirurgii Stomatologicznej
- Katedra i Zakład Periodontologii
- Katedra i Klinika Chirurgii Szczękowo-Twarzowej
- Zakład Anatomii Stomatologicznej
- Zakład Chirurgii Eksperymentalnej i Badania Biomateriałów
- Zakład Otolaryngologii Wydziału Lekarsko-Stomatologicznego
- Klinika Chorób Zakaźnych i Hepatologii
- Klinika Chirurgii Ogólnej, Małoinwazyjnej i Endokrynologicznej
- Katedra i Zakład Patologii Jamy Ustnej
- Katedra Patomorfologii i Cytologii Onkologicznej
  - Zakład Patomorfologii i Cytologii Onkologicznej
- Zakład Immunopatologii i Biologii Molekularnej
- Katedra i Zakład Stomatologii Doświadczalnej
- Studium Szkolenia Podyplomowego[5]

## Kształcenie
Wydział kształci studentów na kierunku lekarskim i lekarsko-dentystycznym  w trybie stacjonarnym i niestacjonarnym.

## Władze
Dziekan: prof. dr hab. Andrzej Hendrich